# Nijaz Iljasow
Nijaz Anwarowicz Iljasow (ros. Нияз Анварович Ильясов, ur. 10 sierpnia 1995) – rosyjski judoka. Brązowy medalista olimpijski z Tokio 2020, w wadze półciężkiej.
Wicemistrz świata w 2018, trzeci w 2019; uczestnik zawodów w 2023. Startował w Pucharze Świata w 2017 i 2019. Piąty na mistrzostwach Europy w 2021. Trzeci na igrzyskach wojskowych w 2019. Dwa medale na MŚ wojskowych.

## Letnie Igrzyska Olimpijskie 2020
| Konkurencja | Eliminacje               | Eliminacje            | Repasaże                  | Finały                      | Klas. końcowa |
| Konkurencja | Przeciwnik I             | 1/4                   | Przeciwnik I              | o 3 miejsce                 | Miejsce       |
| ----------- | ------------------------ | --------------------- | ------------------------- | --------------------------- | ------------- |
| 100 kg      | Miklós Cirjenics (HUN) Z | Jorge Fonseca (POR) P | Karl-Richard Frey (GER) Z | Warlam Liparteliani (GEO) Z | 3.            |